# Bussluse
En bussluse er en trafikanordning, som har til formål at lade busser, men ikke andre trafikanter, køre på en vejstrækning.
Bussluser bygges grundlæggende på to måder.
Stationære forhindringer består ofte af et hul (en busgrav) eller en forhøjning (populært kaldet bundkarsknuser) i midten af vejbanen. Ved busgrave er bussernes hjul så langt fra hinanden, at de kan køre over hullet, mens personbiler vil falde i hullet. Ved bundkarsknuseren er forhøjningen oftest så høj at personbiler skraber på (deraf navnet) mens busserne har større frigang under bunden. Samtidigt er forhøjningen bred nok til at også dette giver bilerne passageproblemer. Forhøjninger er dog ved at gå af mode igen i takt med indkøb af lavgulvsbusser, der også kan få problemer med forhindringer i midten af vejen.
Bevægelige forhindringer har eksempelvis en pæl (pullert) i midten, som kører ned når bussen holder foran. Dette sker enten ved en fjernstyring eller ved at en sensor registrerer at et tungt køretøj holder foran pullerten. En person- eller varebil vil ikke være tung nok til at aktivere pullerten. Andre sluser har en bom, der aktiveres på tilsvarende måder. Visse steder aktiveres forhindringen af en GPS-chip i bussen på samme måde som bussignaler har gjort på visse forsøgsstrækninger og forventes at komme til det i fremtiden.
- Bussluse ved Hillerød, Nordsjælland
- Bussluse ved Hillerød, Nordsjælland
- Bussluse ved Hillerød, Nordsjælland